# Friedrich Ahlers-Hestermann
Friedrich Ahlers-Hestermann (Hamburgo, Alemania, 17 de julio de 1883-Berlín, Alemania, 11 de diciembre de 1973) fue un pintor alemán, que se desempeñó también como escritor sobre temas relacionados con el arte.
Perteneció al Hamburgische Künstlerclub. Asimismo, fue alumno de la parisina Académie Matisse.
En 1913 conoció a la pintora rusa Alexandra Povórina, con la que se casó tres años después. Tras el final de la Primera Guerra Mundial, fue uno de los cofundadores de la Secesión de Hamburgo. Asimismo, concluida la la segunda, ejerció de director de la Landeskunstschule hamburguesa y recibió numerosos premios del mundo del arte y otras distinciones.